# 雲遜·安耶馬
雲遜·安耶馬（英語：Vincent Enyeama，1982年8月29日—），尼日利亞足球運動員，司職守門員。
安耶馬被選為2002年世界杯足球賽大軍名單以作後備。他只打了一場比賽，在那場比賽，是對英格蘭隊，他成功捍衛龍門不被攻破，此後當球隊首席門將退出國際賽後。他一直是國家隊首選的門將，出席了2004年非洲國家杯和2006年非洲國家杯。
安耶馬在尼日利亞球會安耶巴打了四個賽季，並幫助球隊贏得了2003年和2004年非洲冠軍聯賽。安耶馬在2005年轉會以色列球會比尼特拉維夫。他在比尼特拉維夫的第一個賽季，球隊殺入以色列杯，及在以色列超級聯賽取得了第四名，取得2006年歐洲聯盟杯的參賽資格。在2009年安耶馬被傳愛斯賓奴和加拉塔沙雷垂青。他被以色列所有媒體選定為年度最佳球員。
目前安耶馬根據合同與特拉維夫夏普爾還有一年，但夏普爾把安耶馬以200萬歐元掛牌。
阿仙奴希望得到安耶馬，但夏普爾希望他繼續留在球隊完成一年合同。